# Magid
Magid (hebrejsky מַגִּיד‎, „vypravěč“) je pojem označující v judaismu lidového kazatele nebo vypravěče. V 2. Samuelově 15, 13 se slovo magid vyskytuje ve významu „ten, kdo oznamuje (zprávu)“. Magid se tak někdy vztahuje i k termínu posel, tedy ten, kdo sděluje zprávu od Boha. Termín magid mejšarim‎ neboli „jenž prohlašuje právo“ je zmíněn v knize proroka Izajáše:
| „                    | Nemluvil jsem potají, v temném místě země, neřekl jsem potomstvu Jákobovu; Hledejte mě v pustotě. Já Hospodin vyhlašuji spravedlnost, prohlašuji právo. | “ |
| — Bible Izajáš 45:19 | |   |

## Historie
Potulní kazatelé, označovaní jako magidim, se vyskytovali již v době tanaitů a amoraitů. Ve středověku se kazatelé vyskytovali v hnutí aškenázských chasidů, kdy putovali z jedné obce do druhé. Kazatelé se vyskytují od 17. století i ve východní Evropě, kde jsou dokonce záznamy o placené funkci magida pro určitou obec. Aramejsky se takovému magidovi říkalo magid de-mata, v jidiš byl nazýván Štotmagid (štot – z něm. „stadt“ + magid). Někdy byla instituce magida, pkud náležel mezi význačné učence, ztotožněna s funkcí dajana, soudce.
Významnou roli začal pojem magid hrát s nástupem východoevropského chasidismu, kdy byli titulem magid označovni mj. význační chasidští učenci, např. Dov Ber z Meziříče  nebo Ja'akov Josef z Polonoje.
Titul magid nebyl ovšem vyhrazen pouze chasidům, např. Jakob Kranz, „Magid z Dubna“, byl žákem Gaona z Vilna a působil jako kazatel v litevských městech, kde měl vyvracet chasidismus.
Funkci štotmagida ve Vilnu svého času zastával i pozdější vrchní pražský a zemský rabín Ezechiel Landau.